# 헤이스머 사건
헤이스머 사건(Haysmer 事件) 또는 허시모 사건(許時模 事件)은 1925년 7월 25일에 일제강점기 조선의 평안남도 순안 근처에서 발생했던 같은해 내한한 미국 선교사 C. A. 헤이스머(C. A. Haysmer, 허시모)가 12살짜리 김명섭을 붙잡아 얼굴에 도적이라고 새긴 사건이다. 그리고 헤이스머는 사과값을 물어달라고 김명섭의 가족들에게 요청했으나 과도한 행동으로 인해 미국으로 추방되었다.

## 대한민국
대한민국의 역사에서는 당시 1925년 여름 12살 소년 김명섭이 평안남도 평양시 근처에 있는 미국 선교사 헤이스머가 살고 있는 집마당에 사과나무의 사과 1개를 따다 미국 선교사 헤이스머에게 걸려 뺨에 도적이라는 단어를 새겼다는 역사로 남아있다.
당시 언론의 기록에 의하면 헤이스머는 김명섭의 이마에 초산은으로 <도적>이라고 새긴 것을 인정했다. 당시 김명섭은 치료를 위해 평원에서 상처 등을 조사받고 동네 의원에서 최영재는 기자에게 김명섭의 상처를 보여주면서 내피보다는 외피가 상했다고 한다. 헤이스머는 기자에게 이번 일을 사과하고 검사국에 의해서 김명섭군과 600원으로 합의를 했다면서도, 자기 손으로 치료를 하거나 경성두산백과에서 요청을 한 바, 최영재씨가 치료를 해 준것에 대해 감사하다는 의미의 사과와 사사(謝詞)를 했다.  당시 안식교에서는 병원에서 치료할 의사가 헤이스머 밖에 없다고 하면서 헤이스머에 대한 대처를 어떻게 할까 고심했다.
1926. 8. 7. 헤이스머는 평양지방법원 황권 재판에서 징역 삼개월에 집행유예 2년을 선고받았고, 검사는 이에 불복해서 즉시 공소를 했다.1926. 11. 5. 당시 경성고등법원 공판에서는 검사가 헤이스머에게 3개월 징역에 집행유예를 파기하고 3개월 간 태형을 할 것을 구형했다.1926. 11. 18. 경성고등법원은 상고검사의 공소를 기각했고, 이후 헤이스머는 1926. 11. 20. 재판에서 일주일 내 미국으로 갈 것과, 조선에서 발생한 것에 대해 비통함을 표현했다고 한다.
결과적으로 미국 선교사 헤이스머가 지나친 행동으로 미국으로 추방되었다고 나온다.

## 조선민주주의인민공화국
반면 조선민주주의인민공화국에서는 정반대로 김명섭이 길가에 떨어진 썩은 사과 1개를 주웠다고 미국 선교사가 이마에 도적이라는 단어를 새겼다고 주장한다. 게다가 조선민주주의인민공화국에서는 선교사 이름을 "허시몬"이라고 부르는데 이는 조선민주주의인민공화국이 미국을 대립하고 증오하며 전체주의를 유지하는데 이용하기 때문에 역사를 상당히 과장했다. 소학교 국어교과서에 스토리로 나와 있다.

## 같이 보기
- 반미 감정
- 일제강점기